# Gillespiea speciosa
Gillespiea speciosa är en måreväxtart som beskrevs av Albert Charles Smith. Gillespiea speciosa ingår i släktet Gillespiea och familjen måreväxter. Inga underarter finns listade i Catalogue of Life.